# Margaux Hemingway
Margaux Louise Hemingway (Portland, 16 de Fevereiro de 1954 – Santa Mônica, 1 de Julho de 1996) foi uma modelo e atriz norte-americana. Uma das maiores modelos internacionais dos anos 1970 e 1980, também com incursões pelo cinema, em seu auge, na segunda metade da década de 70, foi capa da revista TIME simbolizando a nova geração de modelos da época, chamada de "a face uma nova geração da moda, tão reconhecida e memorável como Lisa Fonssagrives e Jean Shrimpton antes dela" e alcunhada pela revista Vogue norte-americana de "Nova supermodelo de Nova York", a primeira vez que esta expressão foi usada para uma modelo dos Estados Unidos. Foi também a primeira modelo do mundo a ter um contrato de publicidade de 1 milhão de dólares, no caso, com a empresa de cosméticos Fabergé.

## Morte
Neta do escritor e Prêmio Nobel de Literatura Ernest Hemingway e irmã mais velha da atriz Mariel Hemingway, por toda a vida sofreu de dislexia, depressão, bulimia, epilepsia e alcoolismo. Assim como seu avô décadas antes, morreu por suicídio, ingerindo uma overdose de barbitúricos, em 1996, aos 42 anos de idade.

## Biografia
Margaux nasceu no estado do Oregon, filha de Byra Louise (Puck) e Jack Hemingway (filho mais velho do escritor), segunda de três filhas, as outras duas Joan e Mariel, e foi criada com as irmãs  na fazenda do avô Ernest em Ketchum, no estado de Idaho. Batizada como Margot, ao saber que o que seus pais bebiam na noite em que foi concebida era o vinho francês Château Margaux, trocou seu primeiro nome para Margaux para igualar-se ao famoso vinho.
Uma figura estatuesca de 1,82 m de altura, com um grande sorriso e uma força que podia deslocar um pulso num cumprimento de mão, criada na infância com a saúde de alguém vivendo no ar puro de uma fazenda do centro-oeste dos EUA, bebendo leite de vaca na fonte e comendo alimentos não-industrializados, foi descoberta na adolescência por amigos da família ligados ao mundo da moda e do entretenimento que a apresentaram às grandes editoras, estilistas e fotógrafos de moda de Nova York. Mudou-se para lá aos 19 anos, levada por seu descobridor e primeiro marido, Erroll Wetanson,  sem completar o ensino secundário em Idaho.
Posou para revistas como Vogue, ELLE, Harper's Bazaar, Cosmopolitan, entre outras. Em seu auge, Margaux era frequentadora habitual do Studio 54, em Nova York, clube noturno e discoteca da moda na época, onde sempre estava em companhia de celebridades como Liza Minelli, Bianca Jagger e Andy Warhol. Foi neste ambiente que começou um vício em drogas e álcool que a acompanharia até a morte. Seu contrato com a Fabergé foi o primeiro na casa de um milhão de dólares conseguido por uma modelo. Sua estreia no cinema se deu em 1976, no filme Lipstick, de Lamont Johnson, ao lado da irmã de então quatorze anos, Mariel, onde interpreta uma modelo estuprada pelo professor da irmã menor e que busca a vingança. Suas primeiras incursões na tela grande foram, porém, problemáticas. Disléxica, tinha dificuldade de ler e memorizar suas falas nos roteiros, algo que só conseguiu superar anos mais tarde graças a filtros coloridos especiais para visão que passou a usar, o que fez com que as letras parassem de pular e se mover nas páginas. Também usou por toda vida de técnicas de meditação e ioga para ajudar a combater suas desordens emocionais.

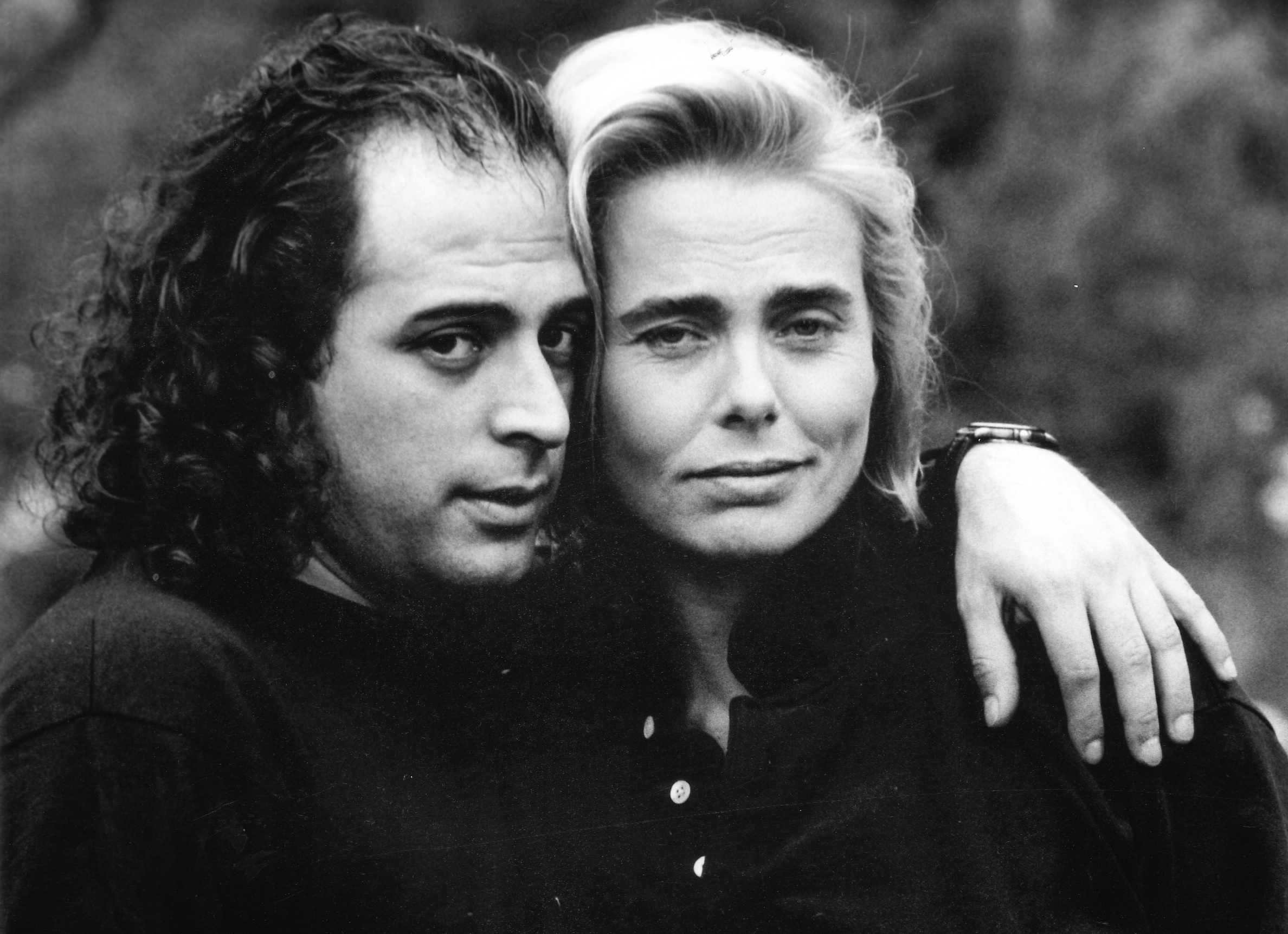
Em 1991, aos 37 anos e já com a decadência profissional e física estampada na face, Margaux posa com o fotógrafo e diretor de cinema Eduardo Montes-Bradley cinco anos antes de sua morte.

Na segunda metade dos anos 80 sua carreira de modelo havia despencado, já tinha feito um pedido de falência pessoal e se viu obrigada a participar de filmes B em Hollywood de baixo orçamento e qualidade duvidosa, produzidos diretamente para vídeo. Em 1988, deu entrada no Betty Ford Center para tratar-se de alcoolismo e de 25 kg a mais de peso que tinha conquistado nos últimos anos, após uma crise de depressão depois de um acidente de esqui na Áustria, onde também quebrou quatro vértebras. Margaux nunca lidou bem com a forma como foi transformada numa celebridade instantânea global assediada por todos e usou da bebida como escapismo. Em 1990, tentando uma volta ao sucesso, posou para a revista Playboy, com o texto de sua matéria escrito por ela mesma, uma autoanálise do que teria dado certo ou errado em sua vida profissional e já no fim da casa dos 30 anos ainda tentava conseguir papéis que exploravam a beleza física e a juventude, quando sua aparência já era de alguém em processo de envelhecimento. O fato da irmã mais nova ter conseguido sucesso na vida pessoal, tendo um casamento e uma família montadas – Margaux casou-se e separou-se duas vezes e não teve filhos – e ter se tornado uma estrela de cinema e televisão, causou-lhe profunda depressão e falta de autoestima.
Morte
Margaux foi encontrada morta em seu apartamento em Santa Mônica, Califórnia, na manhã de 1 de julho de 1996, já com o corpo em decomposição, um dia antes dos 35 anos da morte do avô famoso, em 2 de julho de 1961. O laudo necrológico da polícia de Los Angeles estabeleceu sua morte como causada por suicídio devido a uma overdose de Fenobarbital, um barbitúrico anticonvulsivo. Apesar da rejeição inicial da família à hipótese de suicídio, anos depois ela passou a aceitá-lo, como declarou sua irmã Mariel em 2005, durante entrevista ao programa Larry King Live. Suas cinzas foram espalhadas na mesma fazenda onde passou a infância, em Ketchum, Idaho, na sombra do memorial existente de seu avô Ernest Hemingway. Também um suicida.

## Lista de filmes
Lipstick: a violentada - "Lipstick" (1976, ao lado de sua irmã, Mariel Hemingway) - Chris McCormick

O peixe assassino - "Killer Fish" (1978) Gabrielle

Eles me chamam de Bruce? -  "They Call Me Bruce?" (1982) - Karmen

Uma ponte chamada esperança - "Over The Brooklyn Bridge" (1984) - Elizabeth

Máquina assassina - "Goma 2" (1984) - Jaqueline

Santuário do medo - "Inner Sanctum" (1991) - Anna Rawlins

Crime por encomenda - "Woman's Secret" (1992) - Ellen Foster

Imagem fatal - "Double Obsession" - (1992) - Heather Dwyer

Anjo selvagem - "Love is like that" - (1992) - Jackie

Espionagem em Miami - "Deadly Rivals" (1993) - Agent Linda Howerton 

Santuário do medo 2 - "Inner Sanctum 2" (1994) - Anna Rawlins

Dinheiro sujo - "Frame-Up II: The Cover-Up" (1994) - Jean Searage 

Beijo assassino -  "Vicius kiss" (1995) - Lisa

Carga perigosa -  "Dangerous cargo" (1996) - Julie